# Bandiera di Samoa
La bandiera delle Samoa è stata adottata il 24 febbraio 1949 per le Samoa Occidentali (Western Samoa). È una bandiera rossa con un cantone blu sul lato del pennone. Nel cantone sono presenti cinque stelle bianche a cinque punte che rappresentano la Croce del Sud.
Anche se adottata nel 1949, la bandiera ufficiale della colonia neozelandese era la Blue Ensign britannica (dal 17 dicembre 1920 al 1º gennaio 1962).
I colori bianco, rosso e blu rispettivamente indicano purezza, coraggio e libertà.